# Linum rzedowskii
Linum rzedowskii là một loài thực vật có hoa trong họ Linaceae. Loài này được Arreguín mô tả khoa học đầu tiên năm 1985.